# 靚少華
靚少華（1901年—？），原名陳伯鈞，廣東東莞麻涌東村人，著名粵劇文武生。生於清朝光緒二十七年（1901年）的他出身於粵劇紅船，後來加入廣州八和會館。
往南洋一帶演出的時候已經很出名。回到廣州後，在“大羅天”與花旦陳非儂合作演出。後來，靚少華自組“梨國樂”、“大中華”等戲班，聘請了著名小武靚仙並自立新行當文武生。意思是能文能武的角色。不久，其他戲班開始效法，於是文武生成了粵劇的新行當。
靚少華的首本戲有《十奏嚴嵩》、《殺嫂從軍》、《風流天子》、《大紅袍》、《唐明皇遊月殿》等。他幫助了不少名伶，如薛覺先、鍾卓芳、陳非儂等人。
在抗日戰爭開始不久，靚少華便不知所終。